# 밀항 탈출
《밀항 탈출》은 1997년 5월 16일에 방영된 광주MBC 특별기획 드라마로, 5.18 마지막 수배자라 불리는 윤한봉의 미국 밀항과 시대상황을 인터뷰와 재연으로 구성한 2부작 다큐드라마이다.

## 줄거리
윤한봉은 학생운동세력의 주모자로 지목되어 1981년 4월 화물선 레오파드호에 숨어 35일을 연명해 미국으로 밀항했다. 그는 1987년 한국인 최초로 미국 정치망명자로, 그곳에 도착하여 민족학교와 재미한국청년연합 등을 결성해 대한민국의 민주화운동을 지원했다. 그러다가 1993년 5.18 수배자 중 마지막으로 수배가 해제되자 대한민국으로 돌아온다.
그는 귀국 후 5.18 기념재단을 설립하는데 주도적인 역할을 했으며, 민족미래연구소와 들불야학기념사업회에서 회장을 맡아 활동했지만, 정작 본인의 피해 보상을 거부했다.

## 등장 인물

### 주요 인물
- 신동호 : 윤한봉 역
- 오성환 : 최동현 역
- 노희설 : 정용화 역
- 나창진 : 정찬용 역
- 양수근 : 정찬대 역
- 박규상 : 수사반장 역
- 심효정 : 윤경자 역
- 강진희 : 김은경 역
- 한승열 : 조계선 역
- 박정기 : 김용근 역
- 서유진 : 이학인 역
- 배원표 : 강신석 역
- 임해정 : 동현의 아내 역
- 김상순 : 선장 역

### 그 외 인물
- 김진홍
- 이용기
- 이경진
- 나인호
- 유용준
- 강용복
- 박흥인
- 김희남
- 이현기
- 유점상
- 박효선
- 이은지
- Chris Ray
- Larry Davis
- Andrew Reading
- Ian Cutcher
- Dave Seguin
- Heather Tudd
- Sean Reddick